# Углівська сільська рада
Углівська́ сільська́ ра́да — адміністративно-територіальна одиниця та орган місцевого самоврядування в Бахчисарайському районі Автономної Республіки Крим. Адміністративний центр — село Углове.

## Загальні відомості
- Населення ради: 3 515 осіб (станом на 2001 рік)

## Населені пункти
Сільській раді підпорядковані населені пункти:
- с. Углове

## Склад ради
Рада складається з 20 депутатів та голови.
- Голова ради: Сосницька Ніна Миколаївна

### Керівний склад попередніх скликань
| Прізвище, ім'я, по батькові | Основні відомості                                                         | Дата обрання | Дата звільнення |
| --------------------------- | ------------------------------------------------------------------------- | ------------ | --------------- |
| Мініна Олена Петрівна       | Сільський голова, 1956 року народження, позапартійна                      | 26.03.2006   | 31.10.2010      |
| Сосницька Ніна Миколаївна   | Сільський голова, 1965 року народження, освіта вища, член Партії регіонів | 31.10.2010   |                 |

Примітка: таблиця складена за даними сайту Верховної Ради України

### Депутати
За результатами місцевих виборів 2010 року депутатами ради стали:

#### За суб'єктами висування
| Суб'єкт висування | Кількість обраних депутатів | %  |
| ----------------- | --------------------------- | -- |
| Самовисування     | 18                          | 90 |
| Партія регіонів   | 2                           | 10 |

#### За округами
| № округу        | Прізвище, ім'я, по батькові      | Дата визнання обраним | Освіта             | Партійна приналежність | Відомості про обраного депутата                 |
| --------------- | -------------------------------- | --------------------- | ------------------ | ---------------------- | ----------------------------------------------- |
| Партія регіонів |                                  |                       |                    |                        |                                                 |
| 9               | Сопов Віталій Васильович         | 10.04.2012            | середня            | член Партії регіонів   | ПРАТ «Агрофирма Черноморец», охоронець          |
| 14              | Шуклін Микола Миколайович        | 10.04.2012            | середня            | член Партії регіонів   | приватний підприємець                           |
| Самовисування   |                                  |                       |                    |                        |                                                 |
| 1               | Новіков Віктор Федорович         | 04.11.2010            | вища               | позапартійний          | ЗАСТ АФ «Чорноморець»                           |
| 2               | Швець Оксана Миколаївна          | 01.08.2011            | вища               | позапартійна           | Углівська сільська рада, бухгалтер              |
| 3               | Черепова Галина Миколаївна       | 04.11.2010            | середня спеціальна | позапартійна           | приватний підприємець                           |
| 4               | Едуардов Володимир Володимирович | 04.11.2010            | середня            | позапартійний          | приватний підприємець                           |
| 5               | Братчиков Василь Миколайович     | 04.11.2010            | вища               | позапартійний          | Углівська загальноосвітня школа, вчитель        |
| 6               | Козак Алла Миколаївна            | 04.11.2010            | середня            | позапартійна           |                                                 |
| 7               | Асанов Енвер Субійович           | 04.11.2010            | середня            | позапартійний          | приватний підприємець                           |
| 8               | Мамєнкова Зінаїда Миколаївна     | 04.11.2010            | середня            | позапартійна           | відділення зв язку с. Углове                    |
| 10              | Муждабаєв Ігор Олегович          | 04.11.2010            | вища               | позапартійний          | ВАТ"Фермер ЛТД", заступник ген.директора        |
| 11              | Мамадаліїв Ісмаіл                | 04.11.2010            | середня            | позапартійний          | КГ в с. Углове, лінейний майстер водопостачання |
| 12              | Халікова Мунєвер Тейфуківна      | 04.11.2010            | вища               | позапартійна           | приватний підприємець                           |
| 13              | Корбакова Антоніна Федорівна     | 04.11.2010            | середня спеціальна | позапартійна           | ЗАСТ АФ «Чорноморець»                           |
| 15              | Андрійович Степан Яремович       | 04.11.2010            | середня            | позапартійний          | пенсіонер                                       |
| 16              | Чугуров Олександр Павлович       | 04.11.2010            | середня            | позапартійний          |                                                 |
| 17              | Кисельова Єсенія Костянтинівна   | 04.11.2010            | незакінчена вища   | позапартійна           | ЗАСТ АФ «Чорноморець», бригадир                 |
| 18              | Радько Юлія Юріївна              | 04.11.2010            | середня            | позапартійна           |                                                 |
| 19              | Приходько Ірина Єгорівна         | 04.11.2010            | середня            | позапартійна           | приватний підприємець                           |
| 20              | Воробьйова Валентина Опанасівна  | 04.11.2010            | незакінчена вища   | позапартійна           | ЗАСТ АФ «Чорноморець»                           |